# Dược lực học
Dược lực học là môn khoa học nghiên cứu các tác động sinh lý của thuốc trên cơ thể hay trên cơ quan và các sinh vật ký sinh bên trong hoặc bên ngoài cơ thể, cơ chế tác động của thuốc và mối quan hệ giữa nồng độ và tác dụng của thuốc. Một ví dụ quan trọng là mô hình phản ứng thuốc-receptor được khái quát theo phương trình
{\displaystyle L+R\ \rightleftharpoons \ L\!\cdot \!R}
Trong đó L=ligand (drug), R=receptor (thụ thể)
Và bị ảnh hưởng bởi tác động bên trong, bên ngoài cơ thể cũng như phụ thuộc vào loài, tính biệt, cá thể, mô bào đích tác dụng của thuốc sẽ ảnh hưởng đến lực tác động của thuốc.